# شريان ظهراني أنفي
الشريان الظهري الأنفي (الشريان الأنفي) هو شريان في الرأس. وهو واحد من اثنين من الفروع الطرفية من الشريان العيني.

## مسار الشريان
يخرج من المدار فوق الرباط الجفني الوسطي، وبعد تفرّع غصين منه إلى الجزء العلوي من الكيس الدمعي، ينقسم إلى فرعين، يعبر أحدهما الأنف، ويتّحد مع الشريان الزاوي. بينما يتحرك الآخر على طول ظهر الأنف، ويغذّي السطح الخارجي منه.

## وصلات خارجية
1. ↑  نموذج تأسيسي في التشريح، QID:Q1406710